# Râul Brebina, Motru
Râul Brebina este un curs de apă, afluent pe dreapta al Motrului în amonte de satul Apa Neagră. Are o lungime de 20 km, iar bazinul său hidrografic ocupă 77 kmp.